# Березовка (Архангельський район)
Бере́зовка (рос. Берёзовка, башк. Березовка) — присілок у складі Архангельського району Башкортостану, Росія. Входить до складу Ірникшинської сільської ради.
Населення — 44 особи (2010; 64 в 2002).
Національний склад:
- росіяни — 87 %